# استفان ریس
استفان ریس (انگلیسی: Stefan Rieß؛ زادهٔ ۹ دسامبر ۱۹۸۸) بازیکن فوتبال اهل آلمان است.
از باشگاه‌هایی که در آن بازی کرده‌است می‌توان به باشگاه فوتبال بایرن مونیخ ۲ و باشگاه فوتبال کارلسروهه اشاره کرد.